# Wiener Original
Als Wiener Original bezeichnet man ein in Wien bekanntes Stadtoriginal, das durch außergewöhnliche, Interesse weckende Eigenschaften Aufmerksamkeit erregt und in der Regel auch literarisches Echo findet.

## Liste von Wiener Originalen
- Peter Altenberg (1859–1919), Schriftsteller
- Marx Augustin (1643–1685), „der liebe Augustin“, Volkssänger und Sackpfeifer
- Baron Karl (Karl Baron) (1882–1948), Stadtstreicher
- Herr Robert (Robert Böck), Ober (Chefkellner) des Café Landtmann von 1974 bis 2003[1]
- Jazz Gitti (Martha Margit Butbul) (* 1946), Sängerin und Unterhalterin, Cafetier
- Leopold Hawelka (1911–2011), Cafetier, Gründer des Café Hawelka[2]
- Hannes Hoffmann (1918–1988), Eigentümer des Lokals Gutruf und Vorbild für „Der Herr Karl“ von Carl Merz und Helmut Qualtinger
- Hubert Horky (* 17. Juli 1943; † 4. Juni 2016), Wirt und Inhaber des Kaffee Urania von 1964 bis 2016[3][4]
- Otto Kobalek (1930–1995), „Arbeiterdichter“ und Wiener Szenefigur
- Wanda Kuchwalek (1947–2004), (die „wilde Wanda“), Zuhälterin
- Hubert Fabian Kulterer (1938–2009), Dichter und Aktionskünstler im Kunst- und Literaturbetrieb
- Joseph Kyselak (1798–1831), Alpinist, Buchautor und Vorläufer des Taggens
- Richard „Mörtel“ Lugner (1932–2024), Unternehmer und „Society-Löwe“[5][6]
- Josef Lukits, Verkehrspolizist, bekannt als der „Toscanini von der Babenberger Kreuzung“[7][8]
- Hermes Phettberg (Josef Fenz) (1952–2024), Autor, Performancekünstler und ehemaliger Talkshowmoderator
- Helmut Qualtinger (1928–1986), Kabarettist, Schauspieler und Schriftsteller[9][10]
- Max Schödl (1834–1921), versponnener Maler von Stillleben
- Karl Schmalvogl, Verkehrspolizist, verheiratet mit der Opernsängerin Ljuba Welitsch. Er war bekannt als der „Karajan von der Opernkreuzung“.[11]
- Helmut Seethaler (* 13. März 1953), „Zettelpoet“[12]
- Ferdinand Sauter (1804–1854), Wiener Heurigendichter
- „Reichsgräfin“ Triangi (1868–1940), Flötistin und Sängerin
- Hans Christian Tschiritsch (* 7. September 1954), Musiker, Komponist und Musikinstrumentenerfinder[13]
- Waluliso (Ludwig „Wickerl“ Weinberger) (1914–1996), predigend auftretender Friedensaktivist[14]
- Ernst Winkler, bekannt als Goldfüllfederkönig (1886–1974), Hochstapler
- Paul Wittgenstein (1907–1979), Versicherungsangestellter, Vorbild für Wittgensteins Neffe von Thomas Bernhard
- Wilhelm Zaillenthal (* 18. Oktober 1921; † 29. März 2011), „der Herr General“, spazierte jahrzehntelang in ordensgeschmückter Uniform durch Wien